# Glava, Plevna
Glava (în bulgară Глава) este un sat în comuna Cerven Breag, regiunea Plevna,  Bulgaria. 

## Demografie
Componența etnică a satului Glava
     Romi (1%)
     Bulgari (79,92%)
     Nicio identificare (18,13%)
     Altele (1,24%)
La recensământul din 2011, populația satului Glava era de 1.290 locuitori. Din punct de vedere etnic, majoritatea locuitorilor (79,92%) erau bulgari, cu o minoritate de romi (1%). Pentru 18,13% din locuitori nu este cunoscută apartenența etnică.